# Binnenpluralität
Binnenpluralität ist die Herstellung und Gewährleistung der verfassungsrechtlich geforderten Vielfalt des Programmangebots und des Meinungsspektrums. Innerhalb eines Programms bzw. eines Gesamtangebots eines Rundfunkveranstalters tritt dieser Begriff in der Medienpolitik auf. Er ist das Gegenteil der Außenpluralität.
Speziell bei den öffentlich-Rechtlichen Rundfunkanstalten in der Bundesrepublik Deutschland gilt die Binnenpluralität als ein grundlegendes Prinzip für die Organisation und die Programmgestaltung der Landesrundfunkanstalten. Innerhalb des öffentlich-rechtlichen Rundfunks gelten jeweils entsprechende Programmgrundsätze, deren Einhaltung intern von Aufsichtsgremien aus Mitgliedern gesellschaftlich relevanter Gruppen, den Rundfunkräten, kontrolliert wird. Auch im privatrechtlichen Rundfunk findet eine gesellschaftliche Kontrolle durch externe Instanzen, den Landesmedienanstalten und deren Aufsichtsgremien statt.

## Entstehung
Nach 1945 wurde in Deutschland eine Rundfunklandschaft nach britischem Vorbild (BBC) geschaffen, nachdem die Alliierten, die das Medium Hörfunk nutzten, darüber diskutierten, welches Modell der Medienlandschaft in Deutschland eingeführt werden sollte. Die Amerikaner brachten kommerziellen Hörfunk ins Gespräch, was aber an mangelnden technischen Voraussetzungen scheiterte; Das Modell der Franzosen, ein stark zentralisierter und staatsnaher Rundfunk, schied wegen der großen Machtkonzentration aus. Somit kam der öffentlich-rechtlich organisierte Rundfunk nach Deutschland.
Die Westmächte übergaben im Deutschlandvertrag vom 5. Mai 1955 die volle staatliche Souveränität im Bereich des Rundfunks. So kam 1950 die Arbeitsgemeinschaft öffentlich-rechtlicher Rundfunkanstalten der Bundesrepublik Deutschland (ARD) auf, der größte öffentlich-rechtliche Senderzusammenschluss Europas.
Bundeskanzler Konrad Adenauer (CDU) wollte ein privatwirtschaftlich organisiertes zweites Programm gründen, wogegen vor dem Bundesverfassungsgericht geklagt wurde. Die Gründung der geplanten Deutschland Fernsehen GmbH wurde für verfassungswidrig erklärt. Hierbei wurde klargestellt: „Rundfunk ist Teil der Kultur. Und Rundfunk hat staatsfern zu bleiben.“, so die Karlsruher Richter.
1961 wurde dann eine neue selbständige Anstalt des öffentlichen Rechts gegründet. Diese hieß Zweites Deutsches Fernsehen (ZDF). Ein weiterer Grundpfeiler der Rundfunkverfassung der BRD wurde 1961 gelegt; Der Staat solle keinerlei Einfluss auf das Programm nehmen dürfen. Doch selbst dann kann die Auswahl der Programmverantwortlichen einseitig verlaufen. Meinungen sollen aber möglichst frei von Manipulationen sein und die Vielfalt der Meinungen muss innerhalb eines Programms sichtbar werden. Wenn also nicht jeder Rundfunk veranstalten darf (Programmpluralismus), muss sich zumindest die Rundfunkanstalt all jenen öffnen, die den Rundfunk nutzen wollen. Die Kontrolle der Rundfunkanstalten wurde pluralistisch zusammengesetzten Gremien übertragen. Diese heißen beim ARD Rundfunkrat, beim ZDF Fernsehrat. Das Gremium besteht aus Vertretern der Verbände und Organisationen, die in der Gesellschaft eine wichtige Rolle spielen. Dazu gehören Kirchen, politische Parteien, Gewerkschaften, Arbeitgeber-, Wohlfahrts- und Sportverbände.
Der Rundfunkrat wählt zudem die Mitglieder des Verwaltungsrats. Dieses Gremium überwacht die Geschäftsführung des Intendanten und überprüft dessen Wirtschaftsplan. Darüber hinaus wählt der Rundfunkrat auf Vorschlag des Verwaltungsrates den Intendanten der Anstalt. Der Intendant wiederum leitet die Rundfunkanstalt. Als solcher ist er für das gesamte Programm und den Betrieb verantwortlich und vertritt die Anstalt nach außen. Er stellt den Haushaltsplan auf und legt Rechenschaft über Einnahmen und Ausgaben der Anstalt ab.